# Tamelrik-Plateau

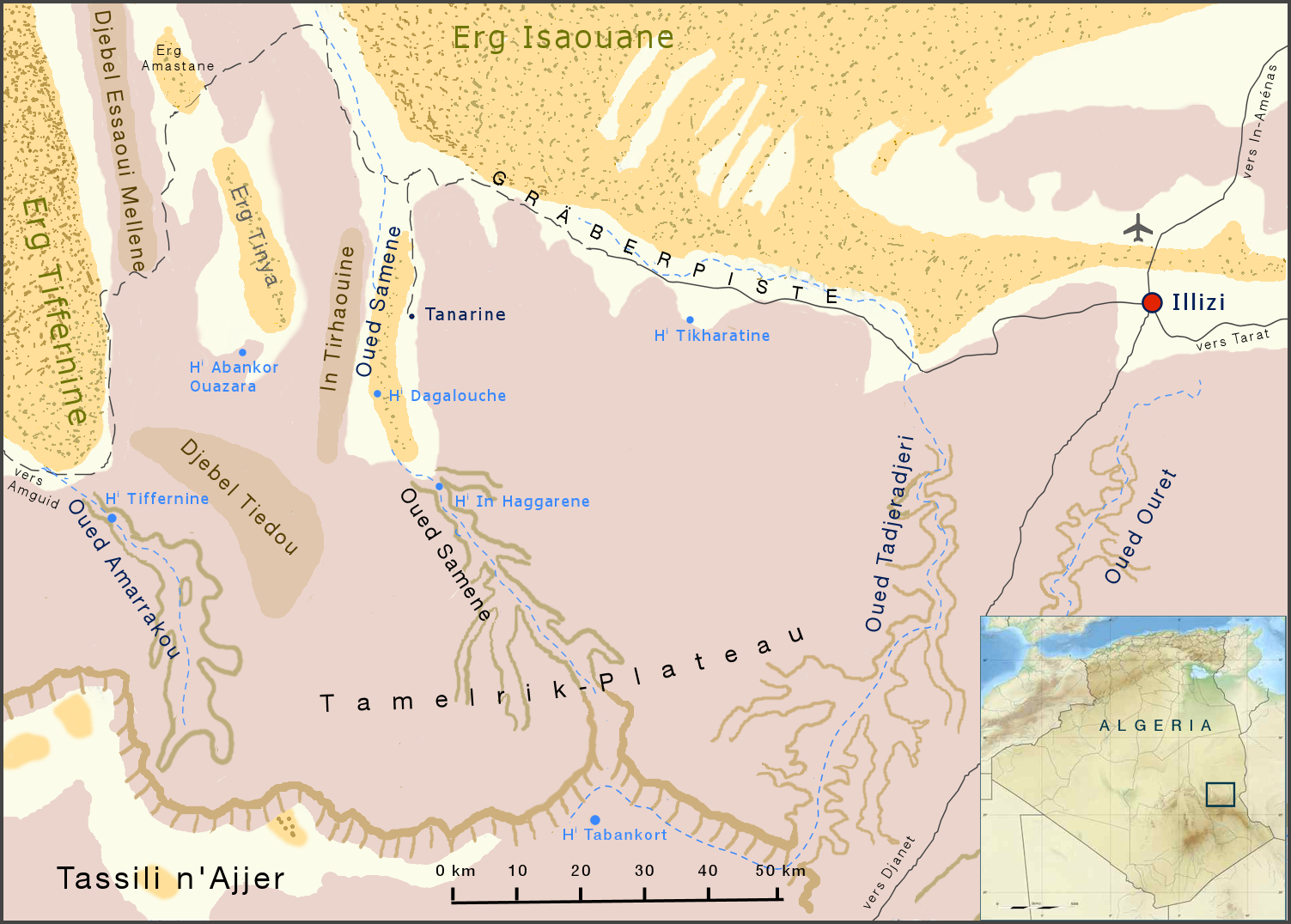
Karte Region Illizi - Erg Tiffernine

Das Tamelrik-Plateau (auch Tamelrik-Gebirge genannt) ist eine Hochebene in der südalgerischen Provinz Illizi.
Das vorwiegend aus paläozoischen Sandsteinen aufgebaute Tamelrik–Plateau befindet sich im Nordteil des Tassili n'Ajjer–Gebirges. Es weist bei einer Fläche von etwa 3200 km² ein generelles Gefälle Richtung Norden auf. Die höchsten Erhebungen liegen im Süden bei maximal 1500 m über dem Meeresspiegel. Gegen Norden fällt das Plateau allmählich bis auf etwa 550 m ab. Richtung West–Ost erstreckt sich das Plateau über etwa 65 km, die Nord-Süd-Ausdehnung beträgt rund 60 km. Die Provinzhauptstadt Illizi liegt nordöstlich des Plateaus.
Im Norden wird das Tamelrik-Plateau vom Erg Issaouane begrenzt. Die Grenze zum östlich anschließenden Fadnoun-Plateau bildet das Trockental des Oued Tadjeradjeri. Nach Süden hin sind Steilabbrüche in bis zu 400 Meter tiefer gelegene Landschaften ausgebildet. Gegen Westen setzen sich die Ausläufer des Tassili n’Ajjer–Gebirges Richtung Erg Tiffernine fort.
Das Plateau wird von zahlreichen, teilweise schluchtartig bis 350 Meter eingetieften Trockentälern durchzogen, die alle Richtung Norden entwässern; von West nach Ost sind dies Oued Samene, Oued Inakfane und Oued Tadjeradjeri.
Das lebensfeindlich beschaffene Plateau ist vollkommen unbewohnt. Einige sehr kleine Siedlungen, wie Hassi Tabankort Tan Taressa, gibt es nur südlich des Plateauabbruches sowie im Oued Tadjeradjeri.
In den Einschnitten der Trockentäler finden sich etwa 100 Relikte neolithischer Kulturen verstreut, vor allem Hügelgräber (Tumulus), aber auch etliche sogenannte Schlüsselloch–Gräber.

## Sonstiges
Bei der Sahara-Geiselnahme 2003 wurde eine Teilgruppe der entführten Touristen in den Schluchten des Tamelrik-Plateaus gefangen gehalten und dort auch befreit.